# Tourelle de 135 mm modèle 1932

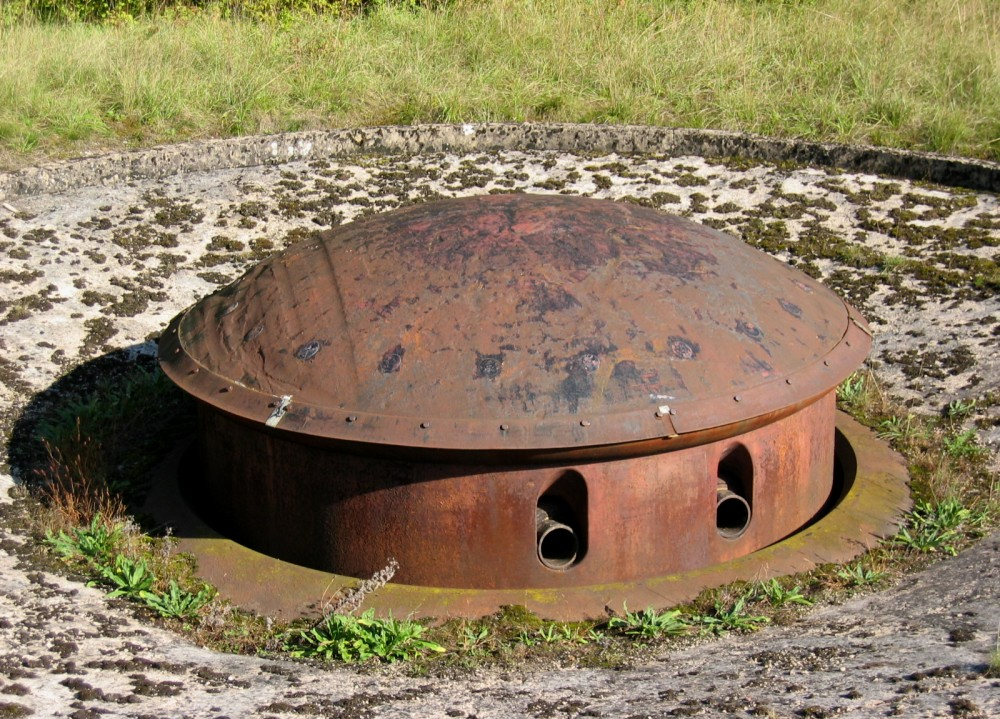
Tourelle de 135 en batterie (ouvrage de Métrich, bloc 11).

La tourelle pour deux lance-bombes de 135 mm modèle 1932 est l'un des types de tourelle qui équipent les blocs d'artillerie de la ligne Maginot. Il s'agit d'un modèle de tourelle à éclipse, installé en creux sur la dalle de béton de son bloc et armé avec deux lance-bombes de 135 mm modèle 1932.
Son rôle était d'assurer la défense rapprochée de son ouvrage (notamment frontalement) et des casemates immédiatement voisines, en détruisant avec ses projectiles lourds à tir courbe les travaux d'approche (terrassements) adverses.

## Caractéristiques
La tourelle de 135 mm fait 2,90 mètres de diamètre à l'extérieur pour un total de 163 tonnes. Sa partie mobile est mise en batterie à l'aide d'un contrepoids à l'extrémité d'un balancier, le tout étant en équilibre, actionné par un moteur électrique (de marque Sautter-Harlé) ou manuellement. Une fois en batterie, elle émerge de 1,05 mètre au-dessus de son avant-cuirasse, mais elle est complètement défilée dans sa cuvette.
Son blindage est de 300 mm d'épaisseur d'acier, que ce soit pour la toiture comme pour la muraille (partie entre la toiture et l'avant-cuirasse). Une fois la tourelle éclipsée, la toiture repose sur les voussoirs d'acier de l'avant-cuirasse scellées dans la dalle de béton du bloc.

### Armes
Elle était armée avec deux lance-bombes de 135 mm modèle 1932 en jumelage. Ce sont des pièces au tube très court (1,145 mètre), plus proche du Minenwerfer de la Première Guerre mondiale ou d'un mortier de gros calibre que d'un obusier classique. Cette pièce, dont la portée se situait entre 320 et 5 600 mètres, pouvait être pointé en hauteur de 9° à 45°. Le tir des deux pièces était simultané, avec une cadence de tir allant jusqu'à 12 coups par minute.

### Servants
Une tourelle de 135 mm nécessite une équipe de vingt-et-un hommes pour son service complet en situation de combat : six sous-officiers et quinze servants (l'équipe de combat est composée de l'équipe de veille et de l'équipe de piquet). En situation de veille, l'équipe réduite compte quatre sous-officiers et dix servants (l'équipe de veille ne peut tirer qu'à cadence lente).
L'équipe de combat se répartit à raison d'un sous-officier (brigadier tireur) et d'un servant (chargeur) dans la chambre de tir, quatre sous-officiers (un adjudant chef de tourelle, un maréchal des logis chef de pièces, un brigadier pointeur et un brigadier chef-artificier) et dix servants (un aide-pointeur, deux artificiers confectionnant les charges, trois auxiliaires qui amorcent et forment les cartouches, deux pourvoyeurs qui transportent les munitions, deux approvisionneurs qui mettent les cartouches dans les norias et deux auxiliaires qui réceptionnent les munitions dans le M 3) à l'étage intermédiaire, un sous-officier (brigadier) et deux servants (le premier s'occupe de la marche à bras du mouvement d'éclipse, le second des appareils électriques) à l'étage inférieur.

### Équipements
Les tirs sont dirigés depuis le poste central de tir du PC artillerie de l'ouvrage, tandis que le pointage se fait indirectement (il n'y a pas de lunette de tir à vue) depuis l'étage intermédiaire de la tourelle à partir des renseignements fournis au PC puis directement au bloc par les observatoires. La communication entre le PC de l'ouvrage et celui du bloc se fait par téléphone, celle entre le PC du bloc et la tourelle se fait par transmetteur d'ordres (système visuel copié sur celui de la marine), tandis que celle entre l'étage intermédiaire et la chambre de tir se fait par tuyau acoustique ou par transmetteur,.
L'alimentation en munitions se faisait à l'étage intermédiaire (où se trouve le magasin de munitions M 3, dont la dotation était de 600 coups de 135 mm,) par un système automatique à barillet, tandis qu'une noria monte le projectile verticalement jusqu'à l'étage supérieur (chambre de tir de la tourelle), où le chargement se fait automatiquement.
Le refroidissement des tubes peut se faire par aspersion d'eau (250 litres d'eau sont prévus par jour, stockés dans des citernes situées à l'étage supérieur du bloc).
L'évacuation des douilles se fait par un entonnoir les évacuant à l'étage intermédiaire où elles passent dans un toboggan qui les descend au pied du bloc (généralement à 30 m sous terre). L'évacuation des gaz dégagés par les armes se fait par refoulement à l'extérieur, les blocs étant en légèrement surpression.

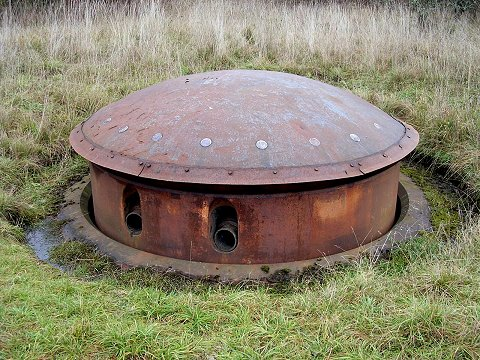
Tourelle de 135 en batterie (ouvrage de Rochonvillers, bloc 6).
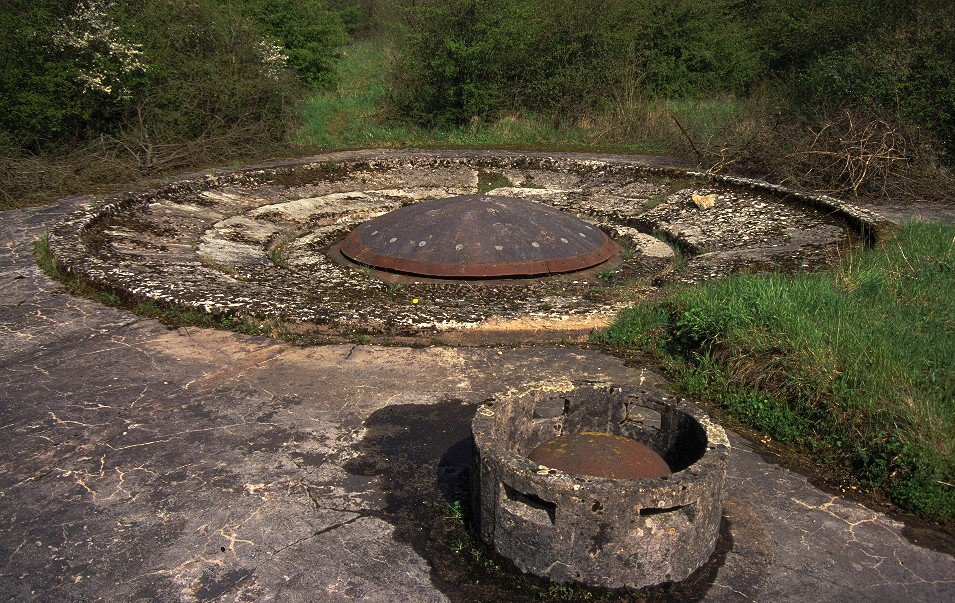
Tourelle de 135 éclipsée (ouvrage du Galgenberg, bloc 6).
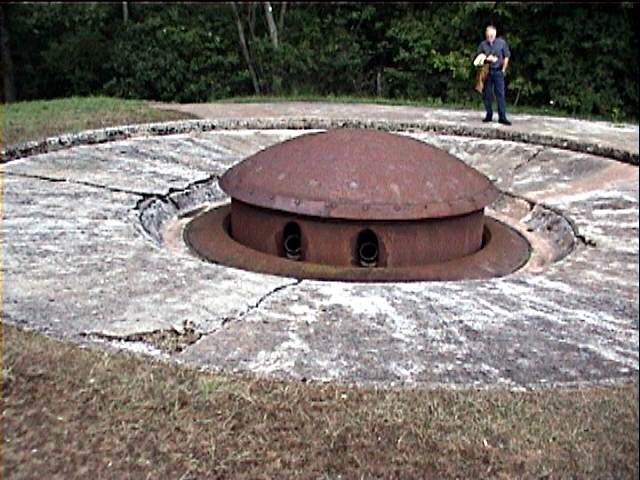
Tourelle de 135 en batterie (ouvrage du Hackenberg, bloc 9).
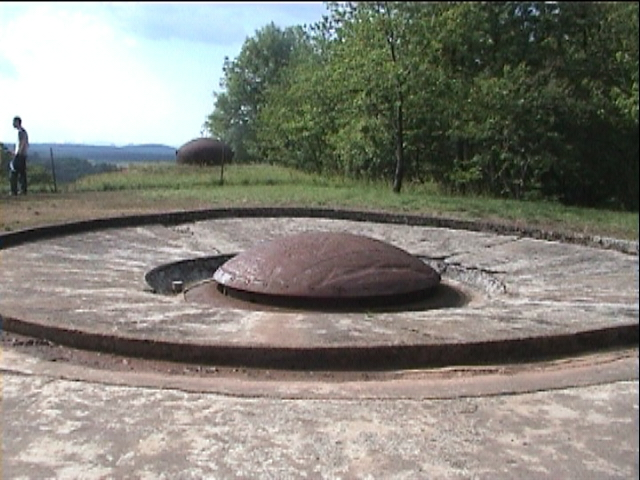
Tourelle de 135 éclipsée (ouvrage du Hackenberg, bloc 9).
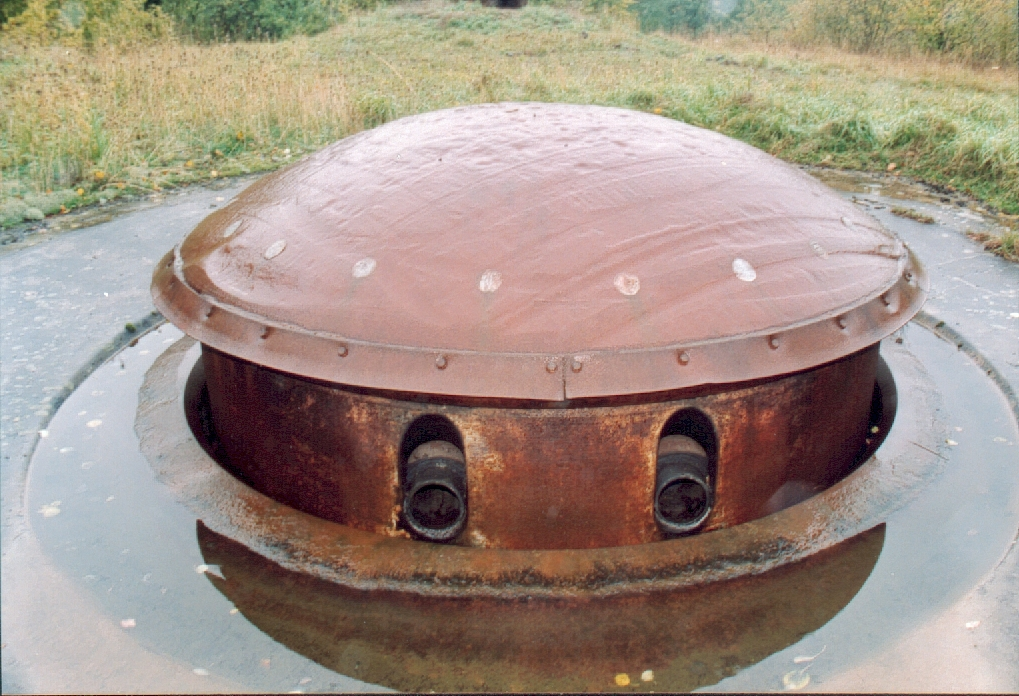
Tourelle de 135 en batterie dont la cuvette est inondée (ouvrage d'Anzeling, bloc 5).
Schéma d'un bloc d'artillerie montrant le système de mise en batterie d'une tourelle.
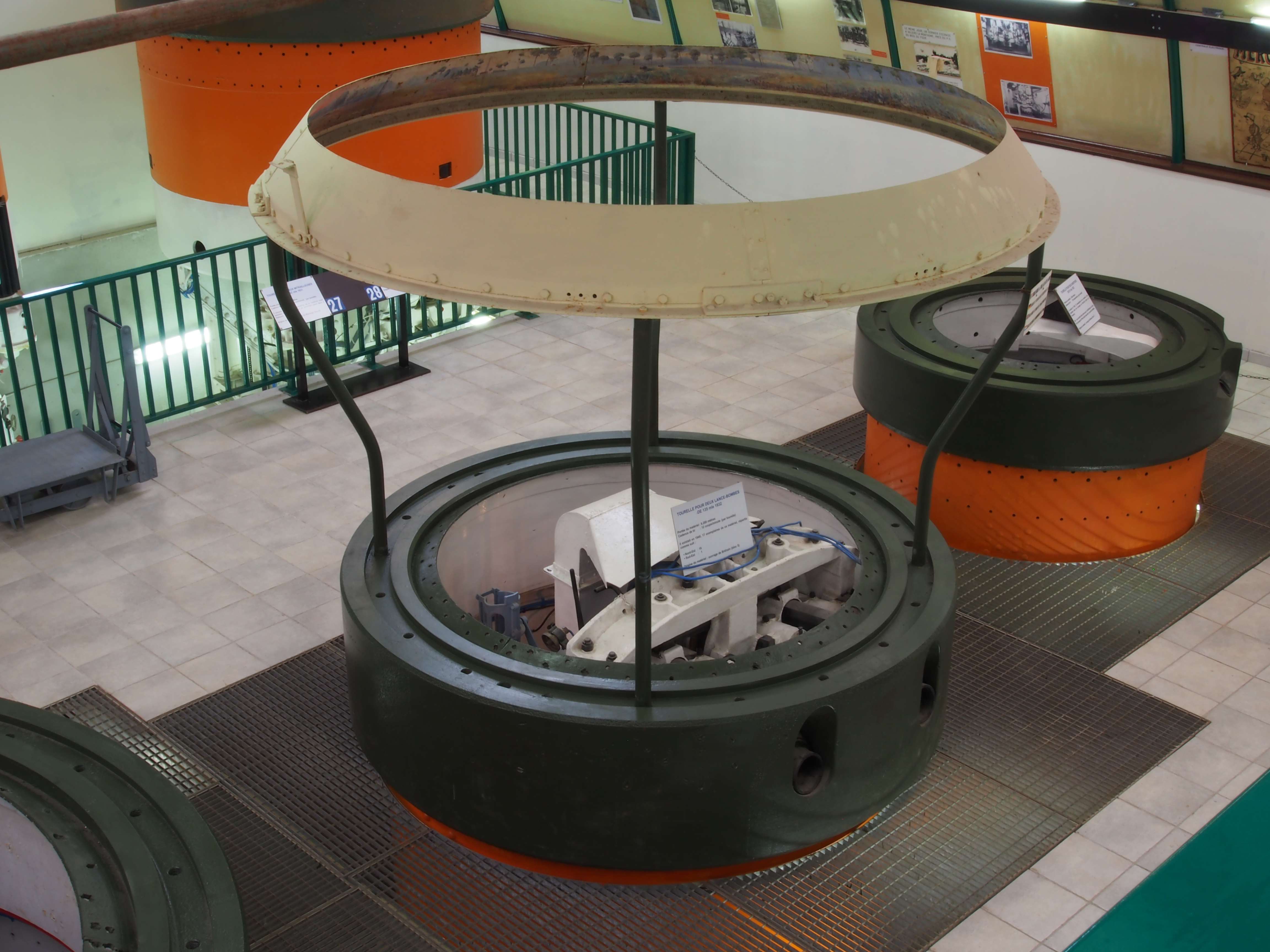
Intérieur d'une tourelle.
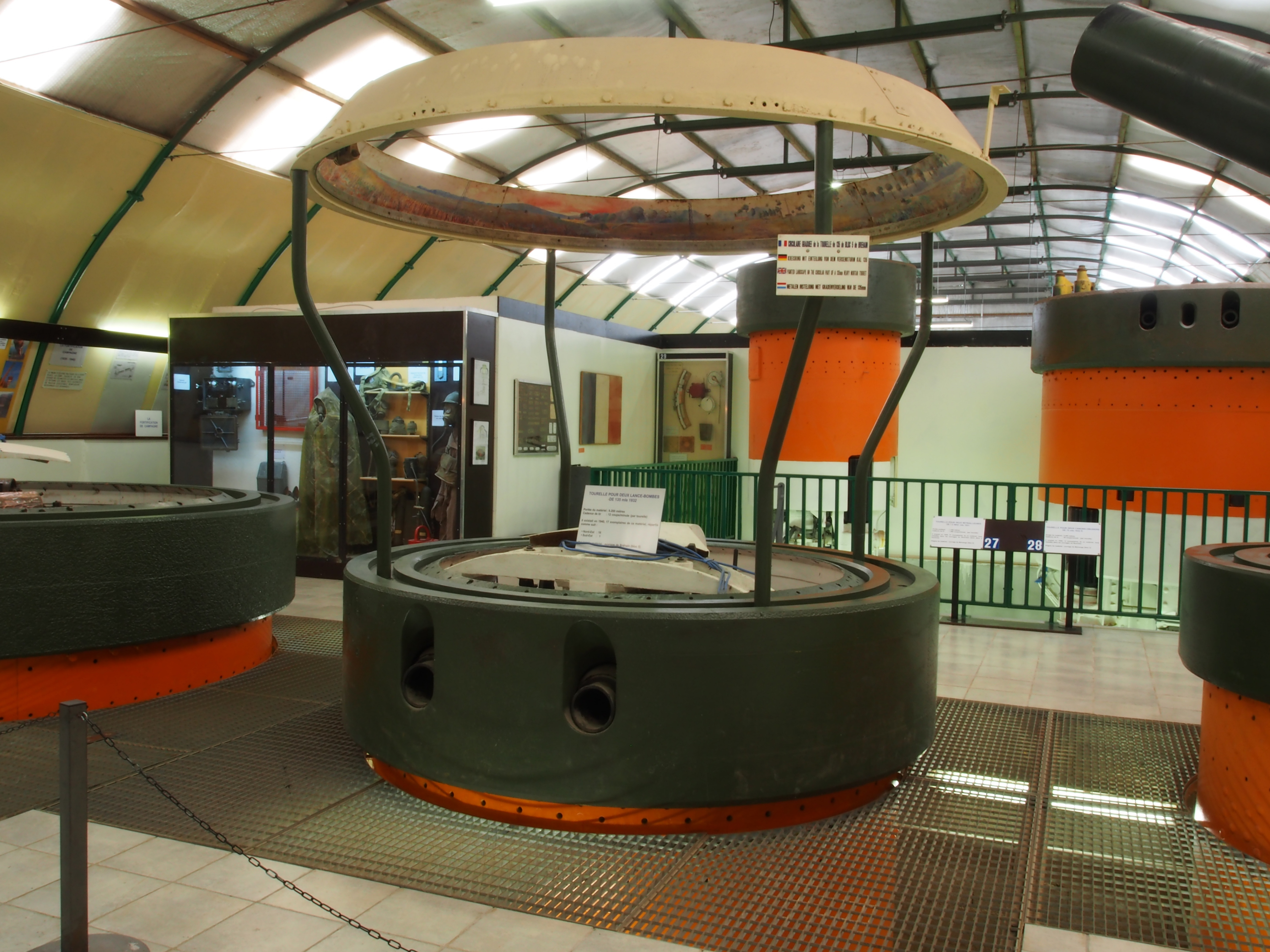
Vue de face.

## Liste des tourelles
Un total de 17 tourelles de 135 mm ont été livrées, sur le total de 152 tourelles tous modèles confondus que compte la Ligne, dont 16 pour le front du Nord-Est et une seule pour celui du Sud-Est (Alpes). Les commandes sont passées le 24 juillet 1929 (marché avec Châtillon-Commentry et Neuves-Maisons pour 10 tourelles) et le 1er février 1932 (avec Fives-Lille pour 7 tourelles).
| Ouvrages | Numéro du bloc | Numéro de tourelle |
| -------- | -------------- | ------------------ |
| Bréhain  | 5              | 115                |

| Ouvrages      | Numéros du bloc | Numéros de tourelle |
| ------------- | --------------- | ------------------- |
| Rochonvillers | 6               | 108                 |
| Rochonvillers | 7               | 104                 |
| Molvange      | 4               | 102                 |
| Soetrich      | 4               | 114                 |
| Galgenberg    | 6               | 112                 |
| Métrich       | 11              | 103                 |

| Ouvrages    | Numéros du bloc | Numéros de tourelle |
| ----------- | --------------- | ------------------- |
| Hackenberg  | 6               | 107                 |
| Hackenberg  | 9               | 109                 |
| Michelsberg | 6               | 106                 |
| Anzeling    | 5               | 101                 |

| Ouvrages   | Numéros du bloc | Numéros de tourelle |
| ---------- | --------------- | ------------------- |
| Simserhof  | 7               | 105                 |
| Schiesseck | 8               | 116                 |

| Ouvrages     | Numéro du bloc | Numéro de tourelle |
| ------------ | -------------- | ------------------ |
| Four-à-Chaux | 1              | 117                |

| Ouvrages | Numéros du bloc | Numéros de tourelle |
| -------- | --------------- | ------------------- |
| Hochwald | 1               | 111                 |
| Hochwald | 14              | 113                 |

| Ouvrages     | Numéro du bloc | Numéro de tourelle |
| ------------ | -------------- | ------------------ |
| Monte-Grosso | 6              | 110                |